# Martin Jirouš
Martin Jirouš (ur. 27 listopada 1986 w Uściu nad Łabą) – czeski piłkarz grający na pozycji napastnika.